# Sytno

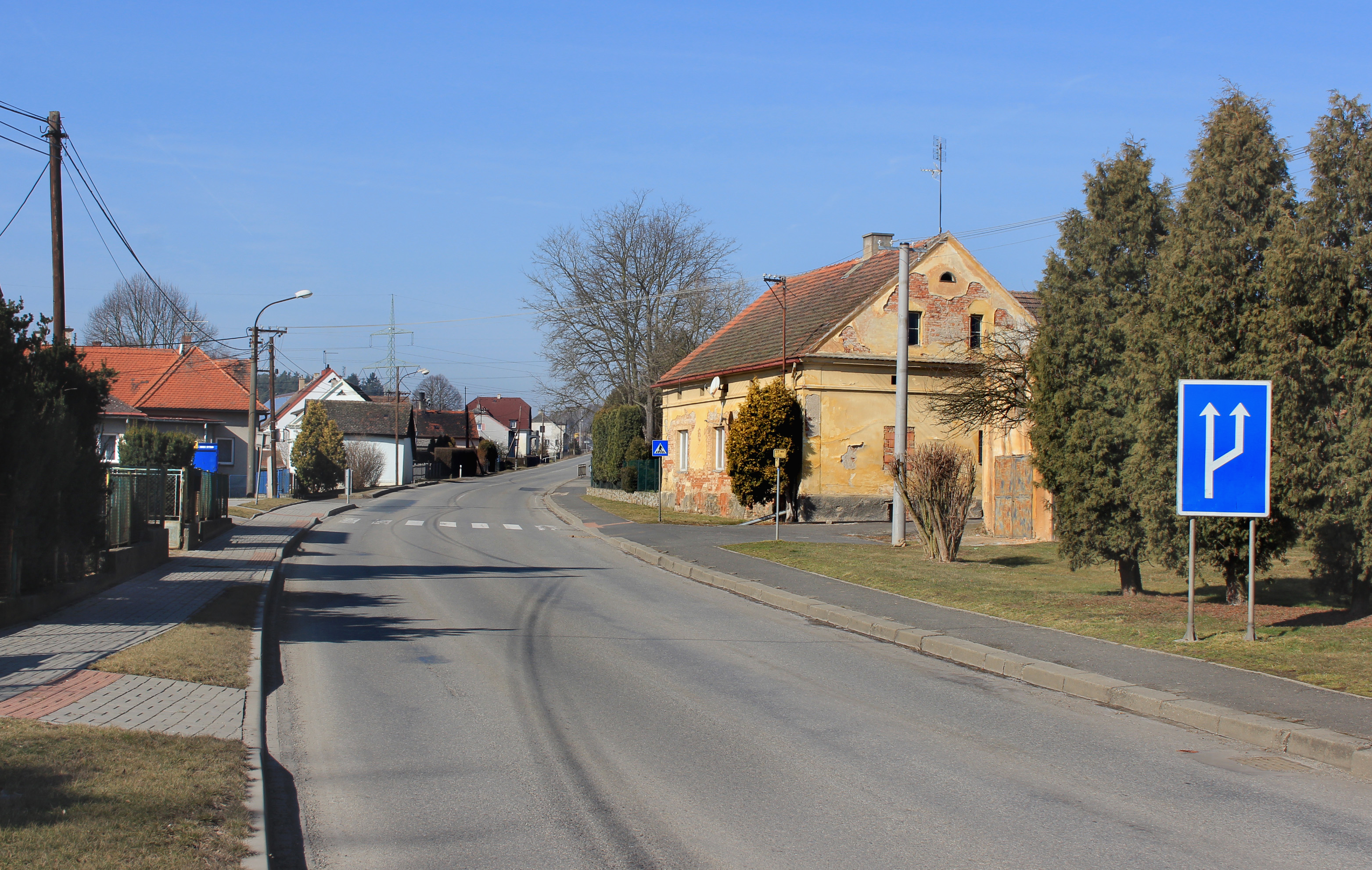
Die Hauptstraße

Sytno (deutsch Sittna) ist eine Gemeinde mit 281 Einwohnern (Stand: 1. Januar 2023)  in Tschechien. Sie liegt 3 km südöstlich von Stříbro in einer Höhe von 418 m ü. M.
Das Dorf mit einer Fläche von 5,14 km² befindet sich am Sytenský potok, der im Stausee Hracholusky in die Mies mündet.

## Geschichte
Die erste Erwähnung von Zitnna stammt aus dem Jahre 1115 und weist es als dem Kloster Kladruby gehörig aus. Das Dorf gehörte vom 16. Jahrhundert bis 1848 zum Weichbild der Königlichen Stadt Mies, dorthin war es auch gepfarrt.
Am Aloistag, dem 21. Juni 1780, brach nach wolkenbruchartigen Regenfällen der Damm des großen Teiches, und dessen Inhalt von 59.751 Quadratklaftern überflutete das ganze Dorf. Die Kapelle wurde dabei zerstört und das Geläut einschließlich der Glocken fortgespült, sie konnten in dem Teichschlamm nicht mehr wiedergefunden werden. Das Wasser riss ein Haus mit sich, in dem eine Frau ertrank, machte die Wiesen und Viehweiden unbrauchbar und zerstörte die Getreidefelder. Zur Erinnerung an das Unglück wurde die neue Kapelle dem hl. Alois geweiht und dieser Tag von den Bewohnern jährlich als Gedenktag gefeiert.
Nach der Schaffung der neuen politischen Gliederung Böhmen wurde Sittna Teil des Mieser Kreises. Zwischen 1890 und 1925 waren Wranowa (Vranov) und Swinna (Svinná) zu Sittna zugehörig. 1910 wurde eine deutsche Vierklassenschule eingerichtet, die auch die Kinder aus dem Nachbardorf Solislau besuchten. 1930 hatte Sittna 234 Einwohner, die überwiegend Deutsche waren, 50 Bewohner waren Tschechen. 1939 lebten in dem Ort 205 Menschen.
In den 1960er Jahren fiel die Barockkapelle des Hl. Alois einer Straßenverbreiterung zum Opfer und wurde abgetragen. Lediglich ihre Glocke ist erhalten, sie kam in die Kirche nach Sulislav.
Zum 1. Januar 1980 wurde Sytno in die Stadt Stříbro eingemeindet. Seit Beginn des Jahres 2001 ist es wieder eine eigenständige Gemeinde.

## Persönlichkeiten
Der tschechische Schriftsteller Pavel Francouz (1932–1995) war in Sittna zeitweise als Schuldirektor tätig.